# Kościół św. Wojciecha w Rusku
Kościół świętego Wojciecha w Rusku – rzymskokatolicki kościół parafialny należący do parafii pod tym samym wezwaniem (dekanat borecki archidiecezji poznańskiej). Znajduje się przy ulicy Koźmińskiej.
Jest to świątynia wzniesiona w 1833 roku. Odnowiona została w 1866 roku. Restaurowana była w 1913 roku i zostały dobudowane do niej wówczas: kaplica i kruchta. Odnowiona została w 1995 roku.
Budowla jest szachulcowa, jednonawowa, posiada konstrukcję słupowo-ramową wypełnioną cegłą. Świątynia jest orientowana, salowa, nie posiada wydzielonego prezbiterium z nawy, zamknięta jest trójbocznie. Z boku nawy są umieszczone: dwie kaplice, kruchta i zakrystia. Od frontu znajduje się drewniana wieża, konstrukcji słupowej, oszalowana deskami. Zwieńcza ją piramidalny dach hełmowy, pokryty dachówką z krzyżem i kulą na szczycie. Kościół nakrywa dach jednokalenicowy, pokryty dachówką. Wewnątrz ściany są otynkowane. Wnętrze jest nakryte płaskim, drewnianym stropem, obejmującym całą świątynię, podtrzymywanym przez dwa filary. Chór muzyczny jest osadzony nad kruchtą i charakteryzuje się parapetem o prostej linii. Ołtarz główny w stylu renesansowym pochodzi z początku XVII wieku. Ołtarz boczny i w kaplicy, oraz ambona reprezentują styl barokowy i powstały na początku XVII wieku. Drugi ołtarz boczny reprezentuje styl rokokowy. Chrzcielnica w formie syreny podtrzymującej muszlę powstała na początku XIX wieku.